# 클래런던구

클래런던구의 위치

클래런던구(영어: Clarendon Parish)는 자메이카 남부에 위치한 구로 행정 중심지는 메이펜이며 면적은 1,196km2, 인구는 215,515명(2001년 기준)이다. 미들섹스주에 속하며 서쪽으로는 맨체스터구, 동쪽으로는 세인트캐서린구, 북쪽으로는 세인트앤구와 접한다.